# Beat Christen
Beat Christen, né en 1965 à Lucerne, est un écrivain, poète et enseignant vaudois.

## Biographie
Beat Christen, après des études de philosophie, d'allemand et de français à Angers, Zurich et Lausanne, devient enseignant et s'établit en 1991 à Oron-le-Châtel. 
Il publie des poèmes et des essais dans plusieurs revues littéraires ainsi qu'un recueil de poésie Poser un lapin / Versetzt figurant dans Achevé d'imprimer, coffret composé de cinq recueils d'auteurs dont font partie en plus de Beat Christen, Francine Clavien, Jacques Moulin, Jean Portante et Fabio Pusterla. En avril 2001, les visiteurs du Salon du livre de Genève peuvent assister quotidiennement à la création de l'un des fascicules de ce projet (et coffret) conçu et réalisé par les éditions Empreintes avec l'aide de l'Atelier Le Cadratin de Vevey (pour l'impression) et la reliure du chablais d'Aigle (pour la reliure).
Lorsque Beat Christen publie ses poèmes, il les écrit toujours en français et en allemand, et il offre au lecteur les deux versions. Leer/réel que les Éditions d'en bas publient en 2003, en est le parfait exemple, deux contributions accompagnent en outre les poèmes de Beat Christen : Un auteur qui fait équipe avec lui-même texte rédigé par Martin Zingg et Entre les langues analyse de Daniel Maggetti.

## Sources
- « Beat Christen », sur la base de données des personnalités vaudoises sur la plateforme « Patrinum » de la Bibliothèque cantonale et universitaire de Lausanne.
- Françoise Nydegger, Tribune de Genève, 2001/04/30
- Revue de Belles-Lettres, 2002/1-2, p. 121
- Beat Christen - Leer réel
- A D S - Autorinnen und Autoren der Schweiz - Autrices et Auteurs de Suisse - Autrici ed Autori della Svizzera
- Beat Christen: Leer réel. Gedichte französisch und deutsch. Limmat Verlag